# Ère Chōkan
L'ère Chōkan (長寛) est une des ères du Japon (年号, nengō, lit. « nom de l'année ») après l'ère Ōhō et avant l'ère Eiman. Cette ère couvre la période allant du mois de mars 1163 au mois de juin 1165. Les empereurs régnants sont Nijō-tennō (二条天皇) et Rokujō-tennō (六条天皇).

## Changement d'ère
- 5 février 1163 Chōkan gannen (長寛元年?) : Le nom de la nouvelle ère est créé pour marquer un événement ou une série d'événements. L'ère précédente se termine là où commence la nouvelle, en  Ōhō 3, le 29e jour du 3e mois[3].

## Événements de l'ère Chōkan
- 1163 (Chōkan 1,1re mois) : Taira no Shigemori (1138–1179) est élevé au deuxième rang de troisième classe dans la hiérarchie de la cour[4].
- 1163 (Chōkan 2, 2e mois) : Une grande congrégation de prêtres bouddhistes se réunit à Tōdai-ji et Kōfuku-ji pour réciter des prières destinées à la prospérité de la famille impériale[4].
- 14 septembre 1164 (Chōkan 2, le 2e jour du 8e mois) : L'ancien empereur Sutoku meurt à l'âge de 46 ans[3].

| Chōkan    | 1re  | 2e   | 3e   |
| Grégorien | 1163 | 1164 | 1165 |

## Crédit d'auteurs
- (en) Cet article est partiellement ou en totalité issu de l’article de Wikipédia en anglais intitulé « Chōkan » (voir la liste des auteurs).